# Santo Antão
| Santo Antão    | Santo Antão             |
| -------------- | ----------------------- |
| Højeste punkt: | 1,979 m (Topo de Coroa) |
| Breddegrad:    | 15 (15° N)              |
| Længdegrad:    | 24 (24° V)              |
| Længde:        | 40 km                   |
| Bredde:        | 20 km                   |
| Befolkning:    | 47.124                  |
| Placering:     | Kapp Verde              |
| Areal:         | 779 km²                 |
| Bjergtype:     | Stratovulkan            |

Santo Antão (portugisisk for "Saint Anthony"), eller Sontonton på kreolsk, er den vestligste og største af øerne i Kap Verdes øgruppe Barlavento, samt den største vestligste ø i Afrika. Øen er Kap Verdes næststørste. Øen hovedby er Ribeira Grande på nordkysten, som også har en lufthavn. Byen Porto Novo har en færgehavn og ligger på sydkysten.

## Historie
Øen blev opdaget i 1462 af Diogo Afonso, men fik ikke sit nuværende navn før i 1500'erne. Øen blev først bosat i 1548. I 1600'erne var der en tilflytning til øens by Ribeira Grande fra de nærliggende øer Santiago og Fogo, samt fra nordlige dele af Portugal.

## Geografi
Det højeste bjerg er Topo de Coroa på 1979 m, og det næsthøjeste er Pico da Cruz på 1585 m.

## Kommuner på øen
- Paul, Kap Verde
- Porto Novo
- Ribeira Grande

Oprindeligt var hele øen en kommune, men i 1990 blev øen inddelt i dagens tre kommuner.
17°4′N 25°10′V / 17.067°N 25.167°V
|  | Infoboks uden skabelon Denne artikel har en infoboks dannet af en tabel eller tilsvarende. |